# Tritrichosiphum thailandicum
Tritrichosiphum thailandicum är en insektsart som beskrevs av Robinson 1972. Tritrichosiphum thailandicum ingår i släktet Tritrichosiphum och familjen långrörsbladlöss. Inga underarter finns listade i Catalogue of Life.